# ایندین هیلز، ویچیتا، کانزاس
ایندین هیلز (به انگلیسی: Indian Hills) یک منطقهٔ مسکونی در ایالات متحده آمریکا است که در ویچیتا، کانزاس واقع شده‌است. ایندین هیلز ۱٬۸۸۱ نفر جمعیت دارد و ۳۹۸٫۰۷ متر بالاتر از سطح دریا واقع شده‌است.